# Traminda neptunaria
Traminda neptunaria là một loài bướm đêm trong họ Geometridae.